# Renigunta
Renigunta è una suddivisione dell'India, classificata come census town, di 23.852 abitanti, situata nel distretto di Chittoor, nello stato federato dell'Andhra Pradesh. In base al numero di abitanti la città rientra nella classe III (da 20.000 a 49.999 persone).

## Geografia fisica
La città è situata a 13° 39' 0 N e 79° 31' 0 E e ha un'altitudine di 106 m s.l.m..

## Società

### Evoluzione demografica
Al censimento del 2001 la popolazione di Renigunta assommava a 23.852 persone, delle quali 11.992 maschi e 11.860 femmine. I bambini di età inferiore o uguale ai sei anni assommavano a 2.537, dei quali 1.263 maschi e 1.274 femmine. Infine, coloro che erano in grado di saper almeno leggere e scrivere erano 18.247, dei quali 9.923 maschi e 8.324 femmine.